# 丸岡いずみ
丸岡 いずみ（まるおか いずみ、1971年8月6日 - ）は、日本のニュースキャスター、フリーアナウンサー。松実高等学園顧問。
元放送局アナウンサー・報道記者・キャスターで、2025年よりエイベックス・マネジメント・エージェンシーと契約。日本心理学会正会員、日本犯罪心理学会正会員。メンタルケアカウンセラー。

## 来歴
徳島県美馬市出身。徳島県立脇町高等学校、関西学院大学文学部日本文学科（文学士）卒業。早稲田大学大学院人間科学研究科（修士（実践人間科学））修了。
北海道文化放送アナウンサー、セント・フォース所属のフリーキャスター、日本テレビ報道記者・キャスターを経てフリーアナウンサーとして活動。『真相報道 バンキシャ!』時代にはアシスタントプロデューサーも兼務した。
日本テレビ時代には読売テレビの『情報ライブ ミヤネ屋』のニュースコーナーに出演。総合司会の宮根誠司との掛け合いが話題となり美貌なども買われ、「奇跡の38歳」と呼ばれた。
2012年に元映画コメンテーターの有村昆と結婚、2013年から大手芸能事務所・ホリプロ所属となり、専業主婦を自称しながらタレントとしてテレビ出演を継続。2016年9月16日、日本テレビ局員時代に出演していた日本テレビ系『情報ライブ ミヤネ屋』に代打MCとして復帰する。
2021年に離婚し、2022年「シンクバンク」に移籍。同年8月29日、TBS系『ゴゴスマ -GO GO!Smile!-』（CBCテレビ制作）に離婚後初めてテレビ出演した。同年10月21日からは『情報ライブ ミヤネ屋』にコメンテーターとして出演するようになる。ラジオではラジオ日本『明日への扉 いのちのラジオ＋』（ラジオ関西制作）に頻繁に出演。
2023年9月、兵庫県立芸術文化センターで行われた『火垂るの墓』で声優として初舞台を踏む。同年10月には四国放送で初の冠ラジオ番組『丸岡いずみのまるごとラジオ』がスタート。同年11月からはピアニスト・西川悟平と共にラジオ日本、ラジオ関西などで放送の『Open the dppr』でパーソナリティーを務める
2024年7月よりラジオ日本、ラジオ関西でラジオでは２本目となる冠番組『丸岡いずみのハートにチャージ！』がスタート。

## 経歴
- 1994年
  - 4月 - 北海道文化放送にアナウンサーとして入社。
- 1999年
  - 9月 - 同社退社。
  - 10月 - セント・フォース所属のフリーキャスターとなり、CS放送・NNN24のフィールドキャスターを担当。
- 2000年
  - 4月-『アフタヌーンワイドNews』キャスターに就任。
- 2001年
  - 4月 - 日本テレビ報道局に中途入社。報道記者として社会部遊軍記者となる。
  - 12月 - 同報道局社会部記者、警視庁記者クラブで捜査1課・3課を担当。
- 2008年
  - 3月26日 - 早稲田大学大学院人間科学研究科（修士（実践人間科学））修了。
- 2010年
  - 3月29日 - 『news every.』キャスターに就任。
- 2011年
  - 8月30日 - 体調不良のため長期休養に入る。
  - 9月30日 - 『news every.』を降板し、治療に専念することが発表された。
- 2012年
  - 8月28日 - 元映画コメンテーターの有村昆と結婚[6]。
  - 9月30日 - 同社退社[6][注 1]。
- 2013年
  - 1月19日 - 結婚に伴う挙式披露宴[2]。
  - 7月 - ホリプロに所属し、芸能活動を再開。
- 2016年
  - 9月16日 - 日本テレビ系『情報ライブ ミヤネ屋』の代打MCを担当[4]。
- 2018年
  - 1月3日 - 代理母出産により第1子が誕生[8]。
- 2020年
  - 7月15日 - 新型コロナウイルスへの感染が明らかになる。当時の夫であった有村が原案を担当した舞台『THE★JINRO －イケメン人狼アイドルは誰だ!!－』（東京・新宿シアターモリエールで上演）でクラスターが発生し、6月30日の夜公演と7月5日の夜公演を観劇し終演後に出演者にあいさつしていた有村が7月9日より発熱、10日にPCR検査を受け、12日に陽性が確認された[9]。丸岡は13日に発熱。PCR検査を受け、15日に陽性が確認された[10]。有村は20日に退院[11][12]し、丸岡は23日に退院[13][14]。
- 2021年
  - 7月29日 - 有村との離婚を発表[15]。
- 2022年
  - 8月 - 松実高等学園顧問に就任[16]。また、TBS系『ゴゴスマ〜GOGO！Smile！』のコメンテーター（不定期）に就任。
  - 10月21日 - 日本テレビ系『情報ライブ ミヤネ屋』にコメンテーター（不定期）に就任[5]。
- 2023年
  - 5月19日 - 徳島新聞でコラム『丸岡いずみのOur Street』の連載をスタート。
  - 10月8日 - 四国放送で初の冠ラジオ番組『丸岡いずみのまるごとラジオ』がスタート。
  - 11月18日 - ラジオ日本、ラジオ関西『Open the door』のパーソナリティーに就任。
- 2024年
  - 7月2日 - ラジオ日本、ラジオ関西で2本目の冠ラジオ番組『丸岡いずみのハートにチャージ』がスタート。

## 人物
- 両親ともに高校教師である。
- 趣味はゴルフ、プロレス観戦、競馬など。
- 虫を怖がらずにミミズやクモも素手で触れる。海釣りでは、生き餌の触れない友人達の針にゴカイ等の餌を付けて回っていた。
- ネコが苦手。猫アレルギーであることと、子供の頃に飼っていた文鳥をネコに殺されたことがトラウマになっていることが原因。
- 兄がいたが、高校時代に亡くしている。

### 北海道文化放送勤務時のエピソード
- 1997年1月、北海道文化放送の局アナ時代に、当時同僚の高田英子、千葉朱里とともに「オモシロガールズ」というユニットを組み、同局のキャンペーン活動を行っていた。キャンペーン期間中CDも限定発売され、数時間で完売。同局の放送開始時及び放送終了時にPVが流れていたほか、キャンペーンスポットも随時流れた。PVでは、チャイナドレスやパジャマ姿等のコスプレを披露した。

### 日本テレビ勤務時のエピソード
- 花粉症。2008年4月10日の『NNNストレイトニュース』公式サイトのブログにて「花粉症で命拾いしました！」と綴ったこともある。
- 酒豪[17]。
- 『漫画アクション』での吉田豪の連載によると、日本テレビへの入社年を聞かれて迷わずウィキペディア日本語版の当項目を見たという。この様な丸岡のキャラクターを吉田は「いわゆる天然で真面目にズレている」「誰もが好きになれる人」と評している。
- 『情報ライブ ミヤネ屋』降板で丸岡のプライベート等の番組内での暴露はなくなったが、その代わりに『news every.』の番組ブログで、藤井貴彦が毎日「今日マル」（今日の丸ちゃん）丸岡の番組前の行動や週末等の出来事を書いていた[18]。藤井の話では「番組の会議があるのに日テレの食堂でマイペースに食べている」「食べ物に執着している」「酷い時は丸岡に食事で遅れるとメールを書いたのに、遅れたのは丸岡本人だった」などと書いている。なお、丸岡自身は藤井のキャスター日記は見ていないとのこと（藤井の「今日マル」は2010年12月で終了している）。
- 体調不良により、2011年8月末から『news every.』の出演を見合せ休養に入る。同年9月30日に日本テレビよりキャスター降板が正式発表された[19]。丸岡の容体について日本テレビ総合広報部は私的な事柄についてコメントを控えるとしている。写真週刊誌『FLASH』2011年10月11日号は「謎の長期休暇」と題し、徳島の実家に戻っている丸岡の写真を掲載している[20]。
- なお、2013年1月19日に行われた挙式の中で、番組の休養や降板は東北地方太平洋沖地震（東日本大震災）の取材などによる震災うつ病によるものだったことを告白した[2]。

#### 情報ライブ ミヤネ屋
- 『ミヤネ屋』のニュースコーナー「丸岡いずみキャスターの最新ニュース」を担当（出演は日テレ報道フロアの顔出しブースより）。
- 宮根から「今度、俺と一緒にゴルフをやらないか」と誘われたことがあり、実際に（日本テレビや読売テレビの報道局長らと一緒に）プレーしたことが宮根のブログに掲載されている[21]。
- 2010年3月26日放送分が『ミヤネ屋』最後の出演。
- 宮根との交友は『ミヤネ屋』降板後も続いており、結婚挙式披露宴の際には宮根が司会を務めている[2]。
- 丸岡は結婚式の司会を徳光和夫に頼むつもりだったが、宮根が名乗り出たため彼が担当する運びになったことを明かしている[22]。
- その後、2022年10月21日以降はかつての『ミヤネ屋』にコメンテーターとして出演するようになる。

## 出演番組
★は出演中

### 北海道文化放送勤務時
- uhbスーパータイム（1996年4月 - 1997年3月30日）キャスター
- ザ・ヒューマンHOKKAIDO（1997年3月31日 - 1998年3月29日）キャスター
- UHBスーパーニュース（1998年3月30日 - 1999年9月）キャスター
- のりゆきのトークDE北海道ニュースキャスター[23]

### セント・フォース所属時
- NNNニュースダッシュ経済リポート（1999年11月-2000年3月）フィールドキャスター
- アフタヌーンワイドNews（2000年4月-2001年3月）キャスター

### 日本テレビ勤務時
- NNNニュースサタデー（2002年7月 - 2005年3月26日） - 『あさ天サタデー』内のニュースコーナー、『ズームイン!!サタデー』内のニュースコーナー
- デイリープラネット金曜発言中 - 不定期出演（2002年8月 - 2006年5月）キャスター
- 真相報道 バンキシャ!（2005年4月10日 - 2007年9月30日） - アシスタントプロデューサー兼キャスター。同番組内のニュースコーナーを担当。
- NNNストレイトニュース（2007年10月1日 - 2010年3月26日） - 平日版メインキャスター
- おもいッきりイイ!!テレビ（2007年10月1日 - 2009年3月27日） - 「Newsエスプレッソ」コーナーキャスター
- およよん NEWS&TALK（2008年2月2日 - 2010年3月6日）MC
- 情報ライブ ミヤネ屋（2008年3月31日 - 2010年3月26日） - 「丸岡いずみキャスターの最新ニュース」コーナーキャスター
- アナ☆パラ（2008年3月31日 - 同年7月31日）
- おもいッきりDON!（2009年3月30日 - 2010年3月26日） - 「おもいッきりPON!×NNNストレイトニュース」、「丸岡キャスターのNEWSエクスプレス」コーナーキャスター
- ヤング ブラック・ジャック（2011年4月23日） - ニュース速報のアナウンサー 役
- news every.（2010年3月29日 - 2011年8月29日）キャスター

### ホリプロ所属時
- ボクらの時代（2013年4月21日、フジテレビ）太田光代、高濱正伸と対談
- 有吉反省会（2014年3月9日 - 、日本テレビ）- 反省見届け人
- バイキング（2015年4月 - 2016年3月、フジテレビ） - 木曜レギュラー
- 生島ヒロシのおはよう定食・おはよう一直線（2016年8月1日、TBSラジオ） - 生島ヒロシ夏期休暇時の代役
- 情報ライブ ミヤネ屋（2016年9月16日、読売テレビ） - 林マオの代役。前述の「丸岡いずみキャスターの最新ニュース」のコーナー担当以来、宮根と久々に共演した。
- そこまで言って委員会NP（2017年4月2日、読売テレビ）
- 超入門!落語 THE MOVIE（2017年10月5日、NHK総合テレビ） - 古典落語「寿限無」疑似ドラマ化で夫（当時）と夫婦役共演。丸岡同様、元日本テレビ職員の福澤朗が名前に助言を与えるご隠居役で出演した。

### シンクバンク移籍後
- ゴゴスマ -GO GO!Smile!- コメンテーター（2022年8月29日、CBC）
- ★情報ライブ ミヤネ屋 コメンテーター（2022年10月21日 - 、読売テレビ）
- 崖っぷちからの脱出 声優! 一発逆転オーディション MC（2023年2月5日 - 、BS日テレ）
- 明日への扉～いのちのラジオ⁺～　ゲスト出演（2023年4月1日 - 、ラジオ関西）
- 音楽詩「火垂るの墓」 母・疎開先の小母役で出演（2023年9月17日、兵庫県立芸術文化センター大ホール）
- ★丸岡いずみのまるごとラジオ パーソナリティー（2023年10月8日 - 、四国放送）
- Open the door パーソナリティー（2023年11月18日 - 、アール・エフ・ラジオ日本、ラジオ関西など）
- ★丸岡いずみのハートにチャージ! パーソナリティー（2024年7月2日 - 、アール・エフ・ラジオ日本、ラジオ関西）
- オールスター合唱バトル（2025年6月8日-、フジテレビ）

## 連載
- ★コラム『丸岡いずみのOur Street』を連載（2023年5月19〜、徳島新聞）

## 著書
- 『仕事休んでうつ地獄に行ってきた』主婦と生活社、ISBN 978-4-391-14384-3
- 『ひとたらし』主婦と生活社、2015年12月4日
- 『休むことも生きること』幻冬舎、2017年12月5日